# Замок Леднице
Замок Леднице — неоготический замок в Южной Моравии, расположенный 50 км южнее от Брно на самой границе с Австрией. В 1996 году весь культурный ландшафт Леднице-Вальтице, в который входит и замок в г. Леднице, был занесён в список культурного наследия ЮНЕСКО.
Аристократическая летняя резиденция рода Лихтеншейнов.

## История
Посёлок Леднице впервые упоминается в летописях за 1222 год. Местные вельможи Адамар и Липерт соорудили небольшую крепость, которая должна была охранять мост через реку Дие. В исторических документах, касающихся этого замка, с 1222 по 1414 год встречается немецкое название Eissgrube (Айсгруб), то есть «ледяная яма, ледник». С 1412 года замок стали называть Леднице, благодаря протекающей рядом реке Дие и её вечно холодным водам.
В 1249 году король Чехии Вацлав I предоставил небольшую крепость в пользование австрийскому дворянину Зигфриду Сиротке. В 1332 г. поселение перешло представителям рода Лихтенштейнов, которым Леднице и принадлежало до конца Второй мировой войны.
Уже в XVI веке (при Хартманне Лихтенштейне) средневековая крепость была снесена, и её заменил замок в стиле ренессанс. В это же время Ледницкий замок был объединен в один комплекс с находящимся по соседству Валтицким замком, который Лихтенштейны купили в 1395 г. В период Тридцатилетней войны (с 1618 по 1648 год) замок серьезно пострадал от нападений шведских войск.
Все это заставило Лихтенштейнов после окончания войны провести масштабную реконструкцию всего комплекса — уничтоженные объекты были полностью отстроены и превращены в барочную резиденцию. Реконструкция продолжалась до 1730г., над проектом работали известный архитектор Йоганн Бернард Фишер из Эрлаха, а впоследствии – Доменико Мартинелли из Лукки – от этого проекта в нетронутом виде остались лишь крыло замка, в котором располагались конюшни и манеж. Тогда же в замковом комплексе между двумя резиденциями был основан огромный парк.
Во второй половине XVIII века была проведена новая реконструкция замка, и в 1815 г. были устранены его боковые крылья. В 1837 году князь Алоиз II унаследовал замок Леднице. Князь провел много времени в Англии и видел, как дворянское общество может закрепить свои позиции в обществе, где правит буржуазия. В то время модным веянием в строительстве стала неоготика. В 1848 году князь Лихтенштейн решил перестроить свою усадьбу Леднице в неоготическом стиле.
Свой современный облик замок получил после перестройки в неоготическом стиле тюдорского типа в 1846 – 1858 годы. Автором проекта тогда был венский архитектор Георг Вингельмюллер. Он оставил невредимыми барочные стены замков, однако заново отделал фасады, дополнив их различными элементами – балкончиками, арками, колоннами, башенками. Этот же стиль поддерживается и в интерьерах. Тогда князь Алоиз II Лихтенштейн решил, что Вена не подходит для проведения в ней летних торжеств, и приказал переделать Леднице в представительскую резиденцию.  Вингельмюллер поэтому и посетил Англию, где познакомился с неоготическими замками и использовал их как образец своего проекта. Эта перестройка превратила замок Леднице, как часто говорят, в «романтическое чудо Чехии» или «неоготическую жемчужину Чехии».
После Второй мировой войны Лихтенштейны были вынуждены из-за обвинений в связях с фашистами эмигрировать, вывезя при этом большинство ценных вещей из замка. Под управлением Лихтенштейнов замок оставался вплоть до национализации в 1945 году. С этого года замок является собственностью государства, и управляет им Министерство культуры Чешской Республики посредством Национального института памятников.

## Архитектура и внутреннее убранство
Все залы замка имеют собственное название, которое полностью соответствует его оформлению.
Первоначально замок был построен в стиле Ренессанс. В XVII веке он был перестроен и приобрел черты, характерные стилю барокко и неоготики. Сегодняшний облик замок приобрел после масштабной реконструкции в XIX веке в стиле, имитирующем неоготику, став ярким представителем неоготического английского стиля.В замке находится винтовая лестница вырезанная из цельного дуба в 1851 году.

## Пальмовая оранжерея
В 1843 – 1848 годы строилась пальмовая оранжерея, являющейся старейшей постройкой этого типа в Европе. В ней можно осмотреть коллекцию тропической и субтропической флоры. В оранжерее растут финиковые и банановые пальмы, которые даже дают урожай. Оранжерея в длину 92 метров, шириной в 13 метров и высотой 10 метров.

## Манеж
В 1843 – 1848 годах был по проекту Йоганна Бернарда Фишера из Эрлаха построен гигантский комплекс конюшни с манежами, завершенный Мартинелли. В настоящее время является старейшей сохранившейся частью замка.

## Экскурсионные маршруты
- 1-й экскурсионный маршрут

Длится 50 минут. Предлагает увидеть парадные залы на первом этаже замка, служившие для проведения светских мероприятий, танцев и балов, а именно вестибюль, охотничий салон, ванную, прихожую, синюю комнату, дамскую спальню, китайскую комнату и кабинет, рыцарский зал, столовую, библиотеку, бирюзовый зал для приемов, красный курительный салон и синий зал для танцев.
- 2-й экскурсионный маршрут

Длится 50 минут. Во время этого маршрута возможно увидеть княжеские апартаменты на втором этаже замка. Замковые покои служили княжеской семье до 1945 года. Начиная с 50-х гг. XX века и до 2001 г. в этих помещениях выставлялись экспонаты сельскохозяйственного музея. С 2001 года вновь открыт экскурсионный маршрут с подлинными предметами, выставленными на основе документов того времени.
- 3-й экскурсионный маршрут

Длится 50 минут. Посетителям предлагается осмотр детских комнат князей и княжон и Музей кукол. В первой части маршрута посетители увидят меблированные комнаты князей и княжон Лихтенштейна. Вторая часть экскурсии предлагает возможность посетить музей кукол Милана Книжака, являвшийся самой большей частной коллекцией исторических кукол в Чешской Республике.